# Glosar de proceduri culinare
Aceasta este o listă de proceduri folosite în bucătărie sau în prepararea mâncării.

## A
- al dente

## B
- bain-marie - o procedură prin care un recipient cu alimente este plasat în sau deasupra altui recipient cu apă fiartă pentru a încălzi gradual alimentele.
- baiț - compoziție pregătită din legume, condimente, vin, oțet pentru marinare.
- barbecue - procedură americană ce presupune gătirea pe un grătar, la foc mic, într-un mediu închis.
- blanșare - o procedură prin care alimente proaspete precum legumele sau fructele sunt fierte pentru o perioadă scurtă de timp, urmând sa fie introduse într-un recipient cu apă cu gheață sau limpezite cu apă rece pentru a oprii gătirea.
- brezare - a frige înăbușit.
- buchet garni - combinație de ierburi (pătrunjel, foi de dafin, țelină etc.) legate într-un buchet și folosite pentru a da aromă mâncării.

## C
- cartofi natur
- călire - frigerea fără rumenire.

- coacere

## D
- decorare - împodobirea preparatelor cu diferite ornamentații din alte alimente.

- deglazare
- degresare - a scoate grăsimea din diverse preparate.
- dezosare - a scoate carnea de pe oase.

## F
- fezandare - a ține cărnuri la rece pentru frăgezire.

## G
- glasare - îmbrăcarea unor preparate cu o glazură.

- gratinare - rumenirea unor preparate la cuptor, la foc iute.

- grătar

## Î
- împănare - a introduce grasime, legume sau condimente în carne prin înțepare.
- împesmetare - trecerea unor preparate prin făină, ouă și pesmet.

## L
- limpezire - clarifierea[1] unor supe, pentru consomme-uri, aspicuri, piftii etc.

## M
- macerare - pregătirea cărnii prin condimentare în vederea obținerii unor gusturi plăcute.

- marinare - a ține diferite cărnuri la baiț.

## O
- opărire - turnarea unui lichid clocotit peste un produs pentru a-l spăla, curăța sau găti.

## P
- pasare - trecerea unor alimente prin pasoar.
- pasoar - sită conică prin care se trec legume, fructe, sosuri.

- poșare - fierberea la foc domol.
- prăjire

## R
- rumenire - frigerea preparatului până ce capătă culoare.

## S
- sotare

## T
- tapetare - a îmbrăca diferite forme cu aspic, pesmet, legume.
- tranșare - a pregătii pentru lucru carnea, peștele și păsările prin tăierea și porționarea acestora.